# Molière (schoen)
Molière  is een lage schoen met veters. Het begrip wordt zowel voor dames- als herenschoenen gebruikt.
De benaming Molière ontstond in de 19e eeuw. Laurillard spreekt in 1899 van Molière-schoenen en verklaart: 'schoeisel, voor zowel mannen als vrouwen, dat tot aan de wreef komt. De schoen wordt van voren met een veter of lint gesloten.' Deze schoen is genoemd naar de Franse toneelschrijver Molière uit de 17e eeuw. Dit soort model schoenen werd erg veel in de 17e eeuw gedragen. Toen in de 19e eeuw de schoen zijn terugkeer vond, werd de naam Molière aan de schoen verbonden.
Hoewel het woord afgeleid is van een Franse naam, wordt het woord niet in Frankrijk gehanteerd.

## Molière-schoen in Nederland
De schoenenindustrie in Nederland bevond zich in de Brabantse streek Langstraat. Het begrip molière wordt daar nog veel gebruikt, mede doordat veel straten en wijken schoenennamen hebben gekregen.